# ادوارد دایان
ادوارد آرامائیسی دایان (ارمنی: Էդուարդ Արամայիսի Դայան؛ زاده ۲۸ اکتبر ۱۹۳۰ - درگذشته ۱۴ ژوئیهٔ ۲۰۰۹) نوازنده ویولن، کارشناس علوم پرورشی اهل ارمنستان بود. وی بین سال‌های - تا - میلادی فعالیت می‌کرد.

## زندگی‌نامه
وی در ۲۸ اکتبر ۱۹۳۰ در ایروان در به دنیا آمد و از کنسرواتوار دولتی چایکوفسکی مسکو (۱۹۵۴) فارغ‌التحصیل گشت. وی در تئاتر اپرا و بالت نووسیبریسک، کنسرواتوار دولتی کومیتاس ایروان، مدرسه موسیقی چایکوفسکی ایروان و کالج موسیقی آرنو باباجانیان فعالیت می‌کرد. وی همچنین برنده جوایزی همچون چهره هنری شایسته ارمنستان شوروی (۱۹۸۰) شد. وی در ۱۴ ژوئیهٔ ۲۰۰۹ در سن ۷۸ سالگی درگذشت.